# كأس بطولة الولايات المتحدة المفتوحة 2003
كأس بطولة الولايات المتحدة المفتوحة 2003 (بالإنجليزية: 2003 U.S. Open Cup)‏ هو موسم من كأس بطولة الولايات المتحدة المفتوحة. أشرف على تنظيمه اتحاد الولايات المتحدة لكرة القدم، وكان عدد الأندية المشاركة فيه 34، وفاز فيه شيكاغو فاير.